# Renier Van der Velden
Renier Van der Velden (Borgerhout, januari 1910 – Antwerpen, 19 januari 1993) was een Belgisch componist en dirigent.
Hij studeerde bij Jan Broeckx aan het Koninklijk Vlaams Conservatorium en later bij Karel Candael. Er volgden ook nog enkele lessen bij Joseph Jongen. Van der Velden vond er weinig bevrediging in en maakte de klassieke studies niet af. Hij verdiepte zich in partituren van zowel oude als nieuwe muziek en wist daardoor de componeertechniek te bemachtigen.
Vanaf 1945 tot 1970 was hij verbonden aan de BRT te Antwerpen. Hij stelde daarbij muziekprogramma's samen waarbij zijn interesse in Eigentijdse klassieke muziek (ook de Vlaamse werken daarin) dikwijls naar voren kwam. Ook andere kunstvormen hadden daarbij zijn aandacht (letteren en beeldende kunst). In diezelfde periode 91947-1851 was hij betrokken bij de organisatie van het Nationaal Dansfestival, uitvoeringen en verzorgde hij ook de directie van diverse balletten bij de Koninklijke Vlaamse Opera met af en toe een uitstap naar Nederland. Hij gaf voorts leiding aan ensembles binnen de kamermuziek.
Van der Velde componeerde meestentijds gelegenheidsmuziek bij ballet- en toneelvoorstellingen en kamermuziek. Daarbij kon hij meegaan in de opwaartse stroom, die in de jaren zestig heerste binnen de balletwereld. Dat leverde hem in 1961 de Prijs van de provincie Antwerpen op voor zijn ballet Judith. Andere werken die hem onderscheidingen opleverden waren met genrestukken uit de orkestwerken. Zijn Sinfonietta voor orkest kreeg de ANV-Visser Neerlandiaprijs (1970) op; ook zijn inspanningen voor de Vlaamse muziek leverden prijzen op: SABAM in 1967 de Paul Gilsonprijs voor zijn gehele oeuvre tot dan toe, Unie van Belgische Componisten de Fugaprijs (1989).
Binnen zijn combineerde Van der Velde oude en nieuwe technieken. Zo zijn er sporen van chromatiek, dodecafonie en moderne ritmen, maar dan verpakt in de traditionele klassieke muziek, een eigen vorm van neoclassicisme. Van der Velde stelde vervolgens uit zijn balletmuziek suites samen die het ook in de concertzalen brachten. Een aantal werken in deze categorie zijn De ontvoering van Prosperina (1957), Judith (1955), Triomf van de dood (1964) en Oostende maskers (1965), die laatste naar het gelijknamige schilderij van James Ensor. Judith naar scenario van Roger Avermaete ontwikkelde zich daarbij voor een versie voor twee pianisten en twee slagwerkers tot een ballet met orkestbegeleiding, dat behalve in Antwerpen ook in Gent goede kritieken kreeg. Na zijn vertrek bij de BRT wendde hij zich meer tot de kamermuziek, eigenlijk terug naar het begin, want één van zijn vroegst bekende werken is het Divertimento voor strijkorkest uit 1939. Een aantal van zijn werken haalde een plaatopname (voor het digitale tijdperk).
Verder te noemen zijn binnen de werken voor orkest: Concerto voor trompet (1941); Concerto voor hobo (1941); Concerto voor viool en orkest (1958); Beweging (1965 en 1968); Sinfonietta voor orkest (1970); Arlequinade (1980). Binnen het vocale genre is er de Acht liederen op teksten van Karel van de Woestijne uit 1946 en Avondgeluiden waarbij hij muziek zette onder teksten van Paul van Ostaijen (1954 en 1985).
Renier Van der Velde werd begraven op Schoonselhof.
- Bibliothèque nationale de France: cb16747160v (data)
- Gemeinsame Normdatei: 1048756181
- International Standard Name Identifier: 0000 0000 4546 8847
- Library of Congress Control Number: nr89001267
- Nationale Bibliotheek van Israël: 987007574534805171
- Nederlandse Thesaurus van Auteursnamen: 297543148
- Virtual International Authority File: 12151889